# Accidente ferroviario de Queronque de 1986
El accidente ferroviario de Queronque es un hecho ocurrido en Chile el día 17 de febrero de 1986 en el sector de Queronque, ubicado entre las comunas de Villa Alemana y Limache, Región de Valparaíso.
Un tren expreso AES-16 acoplado con el AES-4 (con una formación total de cuatro coches) que viajaba desde la ciudad de Valparaíso hacia la Estación Mapocho de Santiago (servicio n.º 705), chocó de frente con el automotor AES-9 Los Andes-Puerto (servicio n.º 602), que iba con sus dos vagones. Ambos transportaban cerca de 1000 personas en total. Es considerado el peor accidente ferroviario que haya ocurrido en el país.

## Acontecimientos

### Problemas previos al accidente
En el tramo entre Valparaíso y Santiago existía una sola vía férrea para la circulación de los trenes que corrían en ambos sentidos, sumado a que el puente cercano al sitio del suceso estaba siendo sometido a reparaciones a raíz de un atentado explosivo perpetrado en noviembre de 1985. Además había sido afectado por los temporales.
A eso hay que añadir que el sistema de comunicaciones con que se trabajaba era de 1928 y el teléfono estaba en mal estado. El sistema de señalización eléctrica tampoco estaba funcionando y pocos días antes un grupo de desconocidos se robó los cables del teléfono interno. Todos estos antecedentes conjugaron para que una tragedia se volviese altamente probable.

### Accidente ferroviario

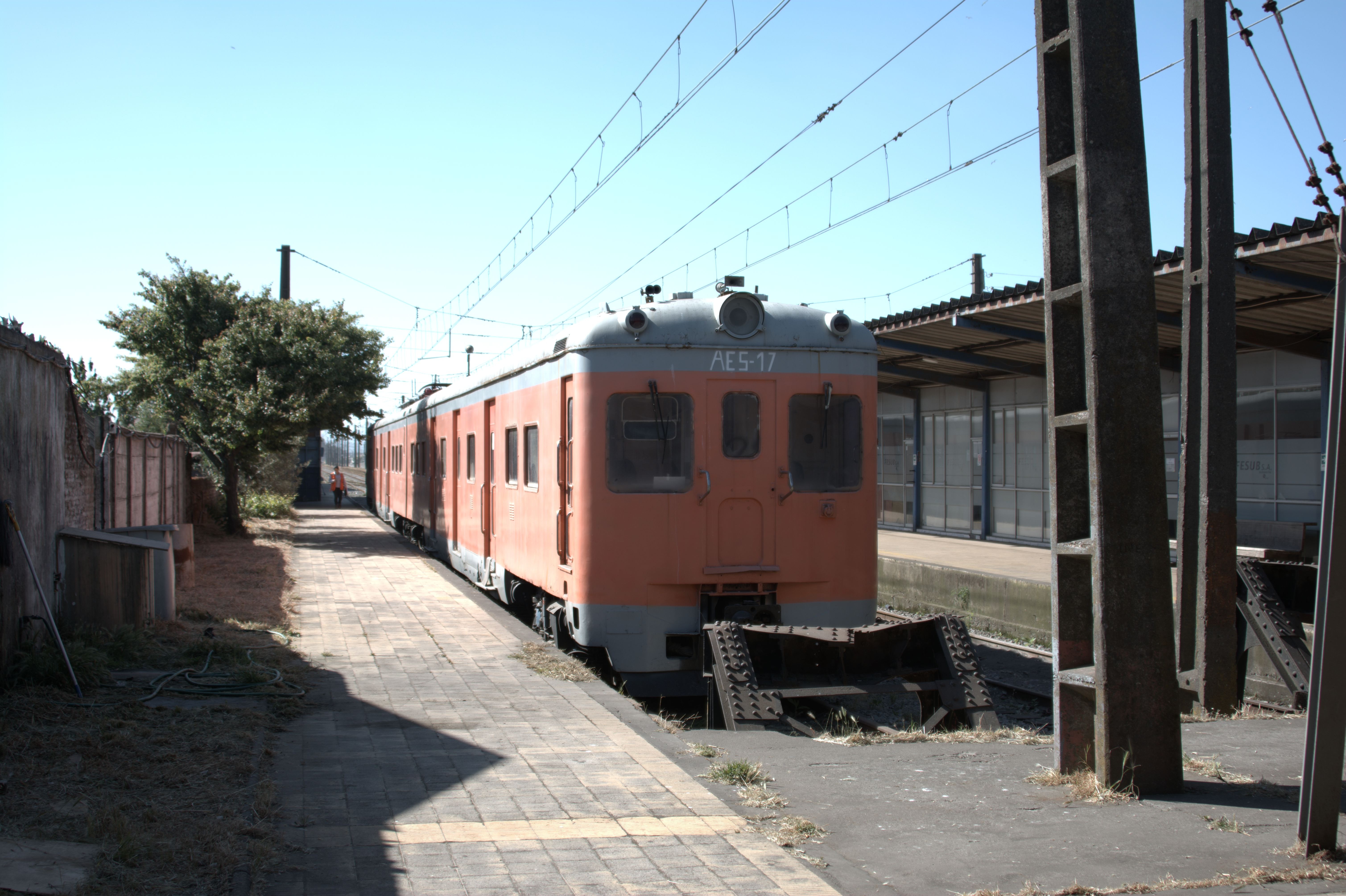
AES-17 localizado en la estación El Arenal, Talcahuano, mismo modelo de los dos trenes involucrados en el accidente.

El accidente se produjo a las 19:45 en el sector de Queronque a cuatro kilómetros de la Estación Limache, justo en el centro de una curva llamada «Aranda» (locación de la antigua estación Queronque), cuando uno de los convoyes, el AES-9, se incrustó cinco metros en el tren que venía en sentido contrario, matando inmediatamente a los pasajeros instalados en los asientos delanteros de ambas máquinas. Este accidente causó instantáneamente que decenas de personas y los vagones se destruyeran mutuamente quedando convertidos en una masa de fierro con cuerpos humanos atrapados en su interior. El saldo final fue de 58 muertos y 510 heridos (111 de ellos graves), aunque esta cifra es contradictoria, ya que Carabineros cifró tal cantidad en 63 muertos, mientras que los rescatistas hablaban de 59 fallecidos.
Entre los fallecidos hubo dos funcionarios de Carabineros de Chile quienes realizaban vigilancia en el automotor que iba en dirección a Santiago, ante el robo de cables de cobre y otros atentados que anteriormente habían afectado al servicio ferroviario, en los cuales al menos cinco automotores de la serie AES quedaron inutilizados debido a bombas incendiarias colocadas en el interior de los vagones mientras éstos iban en recorrido.

### Rescate y atención de urgencia
La primera persona en enterarse de la tragedia, fue una lugareña que se encontraba cerca del sector, a eso, se llamó para participar en el rescate, personal de la Base Aeronaval de El Belloto, efectivos de bomberos y carabineros y equipos de Ferrocarriles del Estado. Asimismo participaron efectivos del Regimiento de Ingenieros Aconcagua de Quillota, quienes cargaron cadáveres en un camión Pegaso que luego fueron repartiendo en todas las morgues de la zona, conforme al espacio que le quedaba a cada una, desde Limache, hasta terminar de entregar los últimos en la morgue de Valparaíso al día siguiente en la mañana.
Voluntarios de salud de Limache improvisaron en el andén de la estación un hospital de emergencia, operando precariamente con elementos facilitados por la comunidad, mientras que por los parlantes se hacían llamados a donar sangre, mientras llegaban familiares de las víctimas.
En las inmediaciones del Hospital de Limache se agolparon cerca de 80 vehículos que llevaban heridos, muchos de los cuales fueron trasladados a los hospitales de La Calera, San Martín de Quillota, Quilpué, Hospital Juana Ross de Peñablanca , Gustavo Fricke y Posta Infantil de Viña del Mar, Ferroviario, Sanatorio y Carlos van Buren de Valparaíso. 40 heridos llegaron al Carlos Van Buren, la mitad de ellos en un automotor de emergencia.
Al igual que 24 heridos a la Posta Central de Santiago que también fueron transportados en un automotor hasta la estación Mapocho. En la morgue de Quillota había ocho bolsas con restos humanos. Noticias de la época recuerdan que el rescate de las víctimas se prolongó hasta las 11.30 horas del día siguiente, colaborando aparte del personal especializado, los peregrinos y religiosos que en ese momento se encontraban en la fiesta de la Virgen de las 40 Horas, más doctores, enfermeras y profesionales de la salud que se encontraban veraneando en el sector costero de la Región de Valparaíso, prestando su ayuda profesional de forma voluntaria en los hospitales de la zona.

## Consecuencias

### Culpables
Desde un principio se habló que una falla humana produjo la tragedia. Cuatro funcionarios de Ferrocarriles fueron procesados, y su defensa se basó en las precarias condiciones en que se efectuaba la labor de coordinación.[cita requerida]
Pinochet acusó que los principales responsables fueron terroristas.

### Indemnizaciones
Augusto Pinochet, luego de visitar a los heridos en los hospitales, dispuso indemnizar a las víctimas mediante un tratamiento económico similar al que reciben los accidentados en carreteras. A partir del 25 de febrero del mismo año, Ferrocarriles del Estado hizo efectivo el pago de las primeras indemnizaciones.

### Polémicas políticas
Parte de la oposición a la dictadura criticó fuertemente a Pinochet acusándolo de aprovecharse políticamente del accidente, debido principalmente a que se acercaba el plebiscito revocatorio de su mandato y también al aislamiento internacional que tenía la dictadura.
Por otro lado, las precarias condiciones de funcionamiento de los servicios ferroviarios a partir del racionamiento de las empresas fiscales, llevado a cabo por la administración económica de la dictadura de Pinochet, jugaron un papel fundamental en el accidente. A partir del año 1979 la Empresa de los Ferrocarriles del Estado había dejado de percibir por modificación de ley, el subsidio que le permitía operar los servicios de pasajeros y desde ahí se le obligó a financiar sus operaciones, lo cual no era posible dado el rol social que hasta ese momento debía cumplir la empresa con las tarifas de sus servicios.

### Fin del ferrocarril Santiago-Valparaíso
El servicio de trenes Santiago-Valparaíso dejó de funcionar tras la tragedia. Estos sólo se restablecieron en el verano de 1992 y los automotores fueron reforzados con equipos de radiocomunicación para advertir sus problemas. Sin embargo no se volvió a utilizar el servicio Santiago-Valparaíso, y Merval solo continuó utilizando los automotores en los servicios de trenes entre Los Andes y Valparaíso. Por otro lado, durante la década de los noventa, fue creado el servicio de cercanía Merval que utilizó el trazado entre Valparaíso y Limache.
Un año y un mes después de este accidente ocurriría una nueva tragedia ferroviaria en Chile, esta vez en el sector de Pelequén el 8 de marzo de 1987, que tuvo un saldo de 12 muertos y un centenar de heridos.